# Keagan Dolly
Keagan Larenzo Dolly (Johannesburgo, 22 de enero de 1993) es un futbolista sudafricano. Juega de centrocampista y su equipo es el TS Galaxy F. C. de la Premier Soccer League de Sudáfrica.

## Clubes
| Club                          | País      | Año       |
| ----------------------------- | --------- | --------- |
| Ajax Cape Town F. C.          | Sudáfrica | 2012-2014 |
| Mamelodi Sundowns F. C.       | Sudáfrica | 2014-2017 |
| Ajax Cape Town F. C. (cedido) | Sudáfrica | 2014-2015 |
| Montpellier H. S. C.          | Francia   | 2017-2021 |
| Kaizer Chiefs F. C.           | Sudáfrica | 2021-2024 |
| TS Galaxy F. C.               | Sudáfrica | 2024-     |

## Palmarés

### Campeonatos nacionales
| Título           | Club                    | País      | Año     |
| ---------------- | ----------------------- | --------- | ------- |
| ABSA Premiership | Mamelodi Sundowns F. C. | Sudáfrica | 2015-16 |
| Nedbank Cup      | Mamelodi Sundowns F. C. | Sudáfrica | 2015-16 |

### Campeonatos internacionales
| Título                      | Club                    | Sede   | Año  |
| --------------------------- | ----------------------- | ------ | ---- |
| Liga de Campeones de la CAF | Mamelodi Sundowns F. C. | Egipto | 2016 |